# Linda Sarsour
Linda Sarsour (Brooklyn, 1980) è una politica e attivista statunitense, commentatrice televisiva sul femminismo, è stata co-presidente della Marcia delle donne 2017, della Giornata senza donna 2017 e della Marcia delle donne 2019. Ex direttrice esecutiva della Arab American Association di New York, lei e le altre copresidenti di Women's March sono state inserite nelle "100 persone più influenti" della rivista Time nel 2017.
Musulmana di origine palestinese, Sarsour ha prima attirato l'attenzione per aver protestato contro la sorveglianza della polizia sui musulmani americani, per poi essere coinvolta in altre questioni relative ai diritti civili come la brutalità della polizia, il femminismo, la politica sull'immigrazione e l'incarcerazione di massa. Ha anche organizzato manifestazioni Black Lives Matter ed è stata la principale querelante in una causa che contestava la legalità del divieto di viaggio di Donald Trump.
Il suo attivismo politico è stato elogiato da alcuni liberali e progressisti, mentre la sua posizione e le sue osservazioni sul conflitto israelo-palestinese sono state criticate da alcuni conservatori e leader di organizzazioni ebraiche. Sarsour ha sostenuto i palestinesi nei territori occupati da Israele e ha espresso sostegno alla campagna di boicottaggio, disinvestimento e sanzioni (BDS) contro Israele. Sarsour, Bob Bland e Tamika Mallory si sono dimessi dall'organizzazione Women's March nel settembre 2019 a seguito di una controversia sulla gestione da parte dell'organizzazione delle accuse di antisemitismo.

## Biografia
Linda Sarsour, nata a Brooklyn, New York, nel 1980, la maggiore di sette figli di immigrati palestinesi. Suo padre possedeva un piccolo mercato a Crown Heights, Brooklyn, chiamato "Linda's". È cresciuta a Sunset Park, Brooklyn, e ha frequentato la John Jay High School di Park Slope. Dopo il liceo, ha seguito i corsi al Kingsborough Community College e al Brooklyn College con l'obiettivo di diventare un'insegnante di inglese.

## Attivismo politico

### Associazione arabo-americana di New York
Il primo attivismo di Sarsour includeva la difesa dei diritti civili dei musulmani americani dopo gli attacchi dell'11 settembre.  Poco prima dell'11 settembre, Basemah Atweh, una parente e fondatrice dell'Associazione arabo-americana di New York, chiese a Sarsour di offrirsi volontaria per l'organizzazione. Atweh, che ricopriva un ruolo politico di primo piano non comune per una donna musulmana, divenne il mentore di Sarsour.
Quando Sarsour e Atweh stavano tornando dall'apertura di gala del 2005 dell'Arab American National Museum a Dearborn, nel Michigan, la loro auto venne investita da un rimorchio. Atweh morì per le ferite riportate e altri due passeggeri soffrirono di fratture ossee. Sarsour, che era alla guida, non riportò ferite gravi. Tornò immediatamente al lavoro, dicendo di Atweh: "Qui è dove voleva che fossi". È stata nominata per succedere ad Atweh come direttrice esecutiva dell'associazione all'età di 25 anni. Negli anni successivi ha ampliato l'ambito dell'organizzazione, portando il suo budget da  50.000 a 700.000 dollari all'anno.
Sarsour inizialmente ha attirato l'attenzione per aver protestato contro la sorveglianza della polizia sui musulmani americani. In qualità di direttrice dell'Associazione arabo-americana di New York, ha sostenuto l'approvazione del Community Safety Act di New York, che ha creato un ufficio indipendente per rivedere la politica di polizia. Lei e l'organizzazione hanno insistito per la legge dopo casi della polizia nei quartieri locali, e ha ignorato le obiezioni dell'allora sindaco Michael Bloomberg e dell'allora capo della polizia Raymond W. Kelly.   Sarsour ha anche svolto un ruolo nella campagna di successo per le festività islamiche riconosciute nelle scuole pubbliche di New York City, che hanno iniziato a osservare Eid al-Adha e Eid al-Fitr nel 2015.
Secondo un articolo del 2017 sul New York Times, Sarsour "ha affrontato questioni come la politica sull'immigrazione, l'incarcerazione di massa, lo "stop-and-frisk" e le operazioni di spionaggio del dipartimento di polizia di New York sui musulmani, che l'hanno ampiamente abituata a critiche venate di odio".
Sarsour è stata vista da alcuni come un simbolo di emancipazione e in grado di "infrangere gli stereotipi delle donne musulmane". In una doppia intervista con l'attivista femminista iraniana Masih Alinejad sulla pratica del velo, Sarsour ha elaborato le sue opinioni secondo cui l'hijab è un atto spirituale e non un simbolo di oppressione, e ha sottolineato l'islamofobia vissuta dalle donne hijabi in Occidente. Alinejad ha accusato Sarsour di doppi standard, affermando che i musulmani occidentali in generale, e Sarsour in particolare, spesso non condannano l'hijab obbligatorio in Medio Oriente. Alinejad ha anche affermato che se la Sarsour si occupa dei diritti delle donne, non può usare l'hijab “che è il simbolo più visibile dell'oppressione in Medio Oriente" Oriente” come simbolo di resistenza.

### Le vite dei neri contano
Dopo la sparatoria di Michael Brown, Sarsour ha contribuito a organizzare le proteste di Black Lives Matter (BLM). Sarsour ha contribuito a formare "Muslims for Ferguson", e si è recata a Ferguson con altri attivisti nel 2014.  Da allora ha continuato a lavorare a lungo con BLM. Sarsour è diventata un partecipante regolare alle manifestazioni di Black Lives Matter, nonché una frequente commentatrice televisiva sul femminismo.

### Coinvolgimento di partiti politici
Sarsour è un membro dei Socialisti Democratici d'America.  Nel 2016, si è candidata per una posizione come membro del comitato della contea con il Partito democratico della contea di Kings, New York. Si è classificata terza.  Ha parlato del suo attivismo nel contesto della costruzione di un movimento progressista negli Stati Uniti, ed è stata elogiata da politici e attivisti liberali.  Nel 2012, durante la presidenza di Barack Obama, la Casa Bianca ha riconosciuto Sarsour come "Campione del Cambiamento". Sarsour era una sostenitrice del senatore degli Stati Uniti Bernie Sanders durante la sua campagna presidenziale del 2016.

### Leadership della marcia femminile

#### Marcia femminile 2017

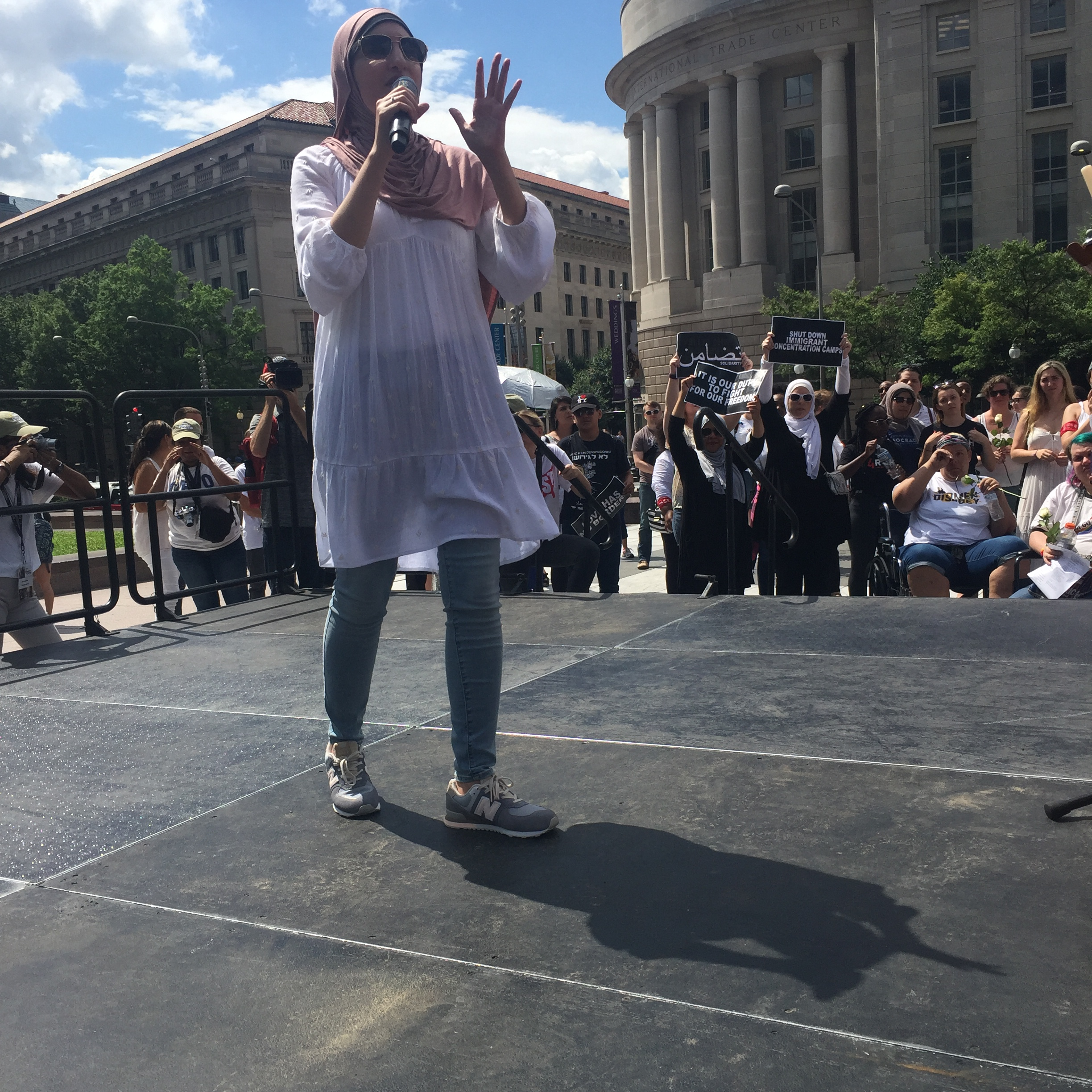
Sarsour durante una protesta contro il Presidente Donald Trump

Teresa Shook e Bob Bland, organizzatori della Women's March 2017, hanno reclutato Sarsour come co-presidente dell'evento, che si terrà un giorno dopo l'inaugurazione di Donald Trump.  Secondo Taylor Gee di Politico, Sarsour era ormai diventata il controverso "volto della resistenza" di Trump, aggiungendo: "Per Sarsour, l'elezione di Trump è arrivata dopo anni di difesa delle persone che aveva diffamato, non solo le donne, ma musulmani, immigrati e anche neri americani, i suoi legami con attivisti di tutto il Paese l'hanno aiutata a galvanizzare diversi gruppi durante il periodo di disorientamento successivo alle elezioni”. Sarsour si è opposta attivamente al divieto dell'amministrazione Trump su viaggiatori provenienti da diversi paesi a maggioranza musulmana ed è stata nominata querelante principale in una causa legale promossa dal Council on American-Islamic Relations. In Sarsour v. Trump, i querelanti hanno sostenuto che il divieto di viaggio doveva essere sospeso perché esisteva solo per tenere i musulmani fuori dagli Stati Uniti.
Melissa Harris-Perry scrive su Elle che Sarsour è stata "l'obiettivo più affidabile del vetriolo pubblico" dei leader della Marcia delle donne del 2017 nell'anno successivo. Dopo il suo ruolo di leader nella Marcia delle donne, Sarsour è stata presa di mira da violente minacce sui social media e attacchi personali da parte di media conservatori, comprese false notizie secondo cui sosteneva il militante Stato islamico dell'Iraq e il Levante e ha sostenuto l'imposizione della legge islamica negli Stati Uniti. Ha affermato che, mentre la marcia è stata un punto culminante della sua carriera, gli attacchi dei media che ne sono seguiti le hanno fatto temere per la sua incolumità. Per controbattere, i suoi sostenitori hanno utilizzato l'hashtag Twitter #IMarchWithLinda, tra cui Sharon Brous del Consiglio nazionale delle donne ebree, che ha lavorato con Sarsour nell'organizzazione della Marcia delle donne 2017, e il senatore degli Stati Uniti Bernie Sanders.  Sarsour, insieme ai suoi tre co-presidenti, è stata nominata una delle "100 persone più influenti" dalla rivista Time dopo la marcia di gennaio.
Sarsour è stata co-presidente dello sciopero e della protesta della "Giornata senza donna 2017", organizzata in occasione della Giornata internazionale della donna. Durante una manifestazione fuori dal Trump International Hotel and Tower a Manhattan, è stata arrestata insieme ad altri leader della Marcia delle donne di gennaio, tra cui Bland, Tamika Mallory e Carmen Perez.  Ha organizzato e partecipato ad altri atti di disobbedienza civile per protestare contro le azioni dell'amministrazione Trump, come la fine del programma DACA che protegge i giovani immigrati dalla deportazione, la politica di separazione familiare dell'amministrazione Trump per gli immigrati e la nomina di Brett Kavanaugh alla Corte Suprema.
In un discorso del 2017 davanti alla Società islamica del Nord America, Sarsour ha affermato che le persone dovrebbero "opporsi" a Trump, poiché riteneva la sua amministrazione oppressiva, e che tali azioni avrebbero costituito un jihad. Ha raccontato una storia dalle scritture islamiche in cui Maometto dice: "Una parola di verità di fronte a un sovrano o leader tiranno, questa è la migliore forma di jihad". Diversi media e personalità conservatrici l'hanno accusata di invocare la violenza contro il presidente usando la parola jihad.  Sarsour e altri commentatori hanno rifiutato questa interpretazione, citando l'impegno della donna per la non violenza e il fatto che "jihad" non si riferisce intrinsecamente all'azione violenta. Sarsour ha anche affermato di non essere il tipo di persona che invocherebbe la violenza contro il presidente.  In un editoriale del Washington Post ha scritto che il termine jihad è stato usato impropriamente sia dagli estremisti di destra che da quelli musulmani e ha definito il suo uso del termine "legittimo ma ampiamente frainteso".  Alcuni sui social media hanno criticato Sarsour per aver usato il termine jihad poiché il grande pubblico lo associa alla violenza, mentre altri hanno difeso la sua scelta delle parole.